# Runar Espejord
Runar Espejord (Tromsø, 26 februari 1996) is een Noors voetballer die als aanvaller voor FK Bodø/Glimt speelt. Hij is een zoon van oud-voetballer Lars Espejord.

## Carrière
Runar Espejord speelde tot 2013 in de jeugd van Tromsø IL, in zijn geboorteplaats. Hij debuteerde in het eerste elftal van deze club op 29 mei 2013, in de met 3-1 gewonnen bekerwedstrijd tegen Follo FK. Hij speelde dat seizoen verder alleen vier wedstrijden in de Europa League, die Tromsø alle vier verloor. De club degradeerde uit de Eliteserien, waardoor Espejord het seizoen erna zijn competitiedebuut in de 1. divisjon maakte. Hierin scoorde hij niet, maar wel in de beker en de Europa League. Het seizoen erna, na de promotie naar de Eliteserien, scoorde hij wel. Hij groeide uit tot een vaste waarde bij Tromsø. In de winterstop van 2019/20 vertrok hij naar sc Heerenveen, waar hij een contract tot medio 2022 tekende. Hij debuteerde op 18 januari 2020 tegen Feyenoord als wisselspeler voor Jordy Bruijn in de Eredivisie. Na zes invalbeurten in de Eredivisie werd hij voor een half jaar aan zijn oude club Tromsø IL verhuurd. Hier speelde hij door een blessure slechts vijf wedstrijden, waarin hij wel vijfmaal scoorde. Tromsø werd kampioen van de 1. divisjon en promoveerde zodoende naar de Eliteserien. De huurperiode werd met een half jaar verlengd tot eind 2021. Na het einde van de huurperiode vertrok hij naar FK Bodø/Glimt.

### Statistieken
| Seizoen                       | Club           | Land           | Competitie     | Competitie | Competitie | Beker | Beker | Internationaal | Internationaal | Totaal | Totaal |
| Seizoen                       | Club           | Land           | Competitie     | Wed.       | Dlp.       | Wed.  | Dlp.  | Wed.           | Dlp.           | Wed.   | Dlp.   |
| ----------------------------- | -------------- | -------------- | -------------- | ---------- | ---------- | ----- | ----- | -------------- | -------------- | ------ | ------ |
| 2013                          | Tromsø IL      | Noorwegen      | Eliteserien    | 0          | 0          | 1     | 0     | 4              | 0              | 5      | 0      |
| 2014                          | Tromsø IL      | Noorwegen      | 1. divisjon    | 14         | 0          | 3     | 1     | 3              | 1              | 20     | 2      |
| 2015                          | Tromsø IL      | Noorwegen      | Eliteserien    | 12         | 3          | 1     | 1     | –              | –              | 13     | 4      |
| 2016                          | Tromsø IL      | Noorwegen      | Eliteserien    | 22         | 5          | 2     | 1     | –              | –              | 24     | 6      |
| 2017                          | Tromsø IL      | Noorwegen      | Eliteserien    | 6          | 0          | 0     | 0     | –              | –              | 6      | 0      |
| 2018                          | Tromsø IL      | Noorwegen      | Eliteserien    | 19         | 6          | 2     | 2     | –              | –              | 21     | 8      |
| 2019                          | Tromsø IL      | Noorwegen      | Eliteserien    | 18         | 5          | 0     | 0     | –              | –              | 18     | 5      |
| 2019/20                       | sc Heerenveen  | Nederland      | Eredivisie     | 6          | 0          | 2     | 0     | –              | –              | 8      | 0      |
| 2020/21                       | sc Heerenveen  | Nederland      | Eredivisie     | 0          | 0          | 0     | 0     | –              | –              | 0      | 0      |
| 2020                          | → Tromsø IL    | Noorwegen      | 1. divisjon    | 5          | 5          | 0     | 0     | –              | –              | 5      | 5      |
| 2021                          | → Tromsø IL    | Noorwegen      | Eliteserien    | 17         | 0          | 1     | 0     | –              | –              | 18     | 0      |
| 2022                          | FK Bodø/Glimt  | Noorwegen      | Eliteserien    | 27         | 12         | 4     | 2     | 19             | 4              | 50     | 18     |
| 2023                          | FK Bodø/Glimt  | Noorwegen      | Eliteserien    | 8          | 0          | 2     | 2     | 8              | 1              | 18     | 3      |
| Carrièretotaal                | Carrièretotaal | Carrièretotaal | Carrièretotaal | 154        | 36         | 18    | 9     | 34             | 6              | 206    | 51     |
| Bijgewerkt op 9 februari 2024 |                |                |                |            |            |       |       |                |                |        |        |